# 大塚豊 (教育学者)
大塚 豊（おおつか ゆたか、1951年 - ）は、日本の教育学者、広島大学名誉教授、福山大学学長。比較教育学専攻。
1973年広島大学教育学部教育学科卒業、1975年米国ジョージ・ピーボディ教育大学大学院修士課程修了、広島大学大学院教育学研究科博士課程中退。1995年「現代中国高等教育の原型形成過程に関する研究」で広島大学より教育学博士の学位を取得。1978年広島大学大学教育研究センター助手、1980年国立教育研究所（現国立教育政策研究所）研究員、1988年主任研究官、1990年広島大学大学教育研究センター助教授、1995年教授、1998年名古屋大学国際開発研究科教授、2004年広島大学教育学研究科教授。2014年名誉教授、福山大学教授。2021年4月福山大学松田文子前学長の福山大学顧問就任により、2021年4月、福山大学新学長に就任。公益財団法人CIESF（シーセフ）理事。　

## 著書
- 『現代中国高等教育の成立』玉川大学出版部 1996
- 『中国大学入試研究 変貌する国家の人材選抜』東信堂 2007

### 共編著
- 『大学と社会』安原義仁,羽田貴史共編著 放送大学教育振興会 2008
- 『アジアの中等教育改革 グローバル化への対応』馬越徹共編 東信堂 2013

### 翻訳
- 蔡元培, 徐特立『中国の近代化と教育』石川啓二共著訳 明治図書出版 世界新教育運動選書 1984
- 中国高等教育関係法規 解説と正文』広島大学大学教育研究センター 高等教育研究叢書 1991
- P.G.アルトバック, V.セルバラトナム編『アジアの大学 従属から自立へ』馬越徹共監訳 玉川大学出版部 1993
- 北京大学高等教育科学研究所『中国の高等教育改革』広島大学大学教育研究センター 高等教育研究叢書 1995
- 王沛民, 顧建民,劉偉民『工学教育論 理念と実践の基礎研究』関正夫共編訳 玉川大学出版部 1998
- ディヴィッド・スローパー,レ・タク・カン編著『変革期ベトナムの大学』監訳 東信堂 1998
- マーク・ブレイ編著『比較教育学 伝統・挑戦・新しいパラダイムを求めて』馬越徹共監訳 東信堂 2005
- 顧明遠『中国教育の文化的基盤』監訳 東信堂 2009
- 『国際連盟教育使節団中国教育の改進 ヨーロッパ四賢人の見た日中開戦前夜の中国教育』広島大学出版会 2014
- ロバート・F・アーノブ,カルロス・アルベルト・トーレス,スティーヴン・フランツ編著『21世紀の比較教育学 グローバルとローカルの弁証法』福村出版 2014